# Aiguille du Jardin
L'Aiguille du Jardin  és una muntanya de 4.035 metres que es troba a la regió de l'Alta Savoia a França.